# Джон Джампер
Джон Майкл Джампер (англ. John Michael Jumper; нар. 1985, Літл-Рок, Арканзас, США) — американський хімік і комп'ютерний науковець. Відомий як один з засновників моделі штучного інтелекту AlphaFold, призначеної для прогнозування білкових структру за їхньою амінокислотною послідовністю з високою точністю. У 2024 році отримав Нобелівську премію з хімії разом з Демісом Гассабісом за свої дослідження в області білкових структур.
У 2021 році науковий журнал Nature включив Джампера до рейтингу з десяти осіб, які вплинули на науку найбільше в цьому році. Станом на 2024 рік директор компанії DeepMind Technologies.

## Освіта
Навчався в університеті Вандербільта, який закінчив у 2007 році, отримавши ступінь бакалавра наук фізики та математики. У 2010 році отримав ступінь магістра філософії з теоретичної фізики конденсованого стану в Кембриджському університеті у 2010 році за стипендією Маршалла, а у 2017 — ступінь доктора філософії з теоретичної хімії у Чиказькому університеті під науковим керівництвом Тобіна Сосніка і Карла Фріда.

## Кар'єра

### AlphaFold
Дослідження Джампера присвячені вивченню алгоритмів прогнозування структури білків. AlphaFold — це алгоритм глибинного машинного навчання, розроблений Джампером та його командою в DeepMind — дослідницькій лабораторії, яку згодом придбала материнська компанія Google, Alphabet Inc.
Модель штучного інтелекту виконує прогнозування структури білків на основі їхньої амінокислотної послідовності з високою точністю. У 2021 році заявлено, що команда AlphaFold працює над оприлюдненням структур 100 мільйонів білків.

## Нагороди та відзнаки
У листопаді 2020 року команда AlphaFold стала переможцем 14-го конкурсу «Критична оцінка прогнозування структури білків» — міжнародного змагання, в якому оцінюються алгоритми за їх здатністю точно передбачати тривимірні структури білків. AlphaFold перевершив інші алгоритми, набравши понад 90 балів для двох третин білків за глобальний тест відстані (GDT), який вимірює ступінь відповідності прогнозованої структури білка експериментальній.
У 2021 році Джампер став лауреатом премії BBVA Foundation Frontiers of Knowledge Award у категорії «Біологія та біомедицина». У 2022 році він був відзначений премією Вайлі у галузі біомедичних наук, а у 2023 році отримав премію Прориву у сфері наук про життя за розробку AlphaFold, що дозволяє точно прогнозувати структури білків. Того ж року він став лауреатом Міжнародної премії Гайрднера та Премії Альберта Ласкера за фундаментальні медичні дослідження.
У жовтні 2024 року Джампер та Деміс Гассабіс розділили Нобелівську премію з хімії за дослідження білкових структур з Девідом Бейкером, що отримав її за проєктування білків.